# Calamus radicalis
Calamus radicalis là loài thực vật có hoa thuộc họ Arecaceae. Loài này được H.Wendl. & Drude mô tả khoa học đầu tiên năm 1875.

## Gallery

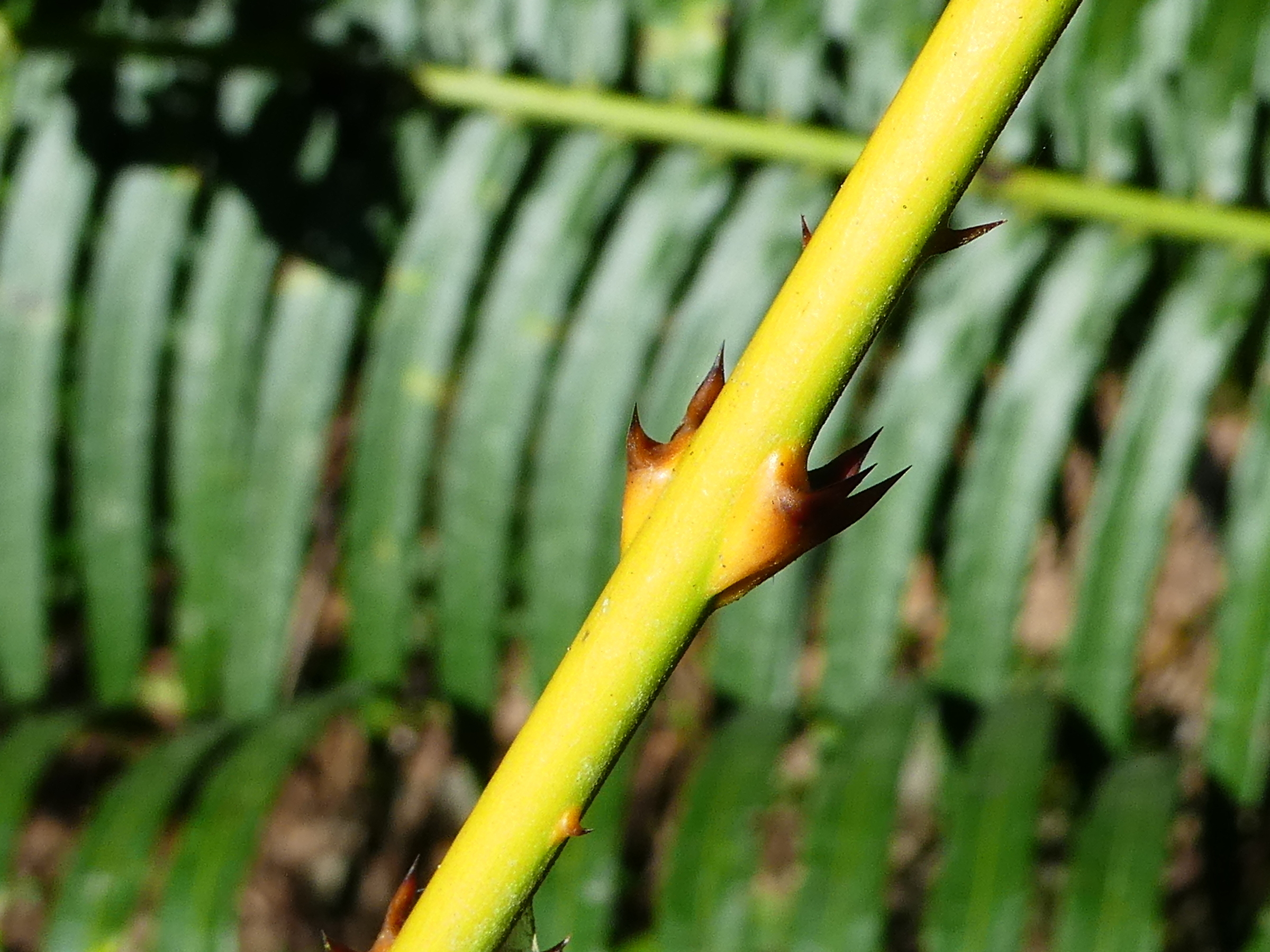
Tendril, displaying strong sharp hooks
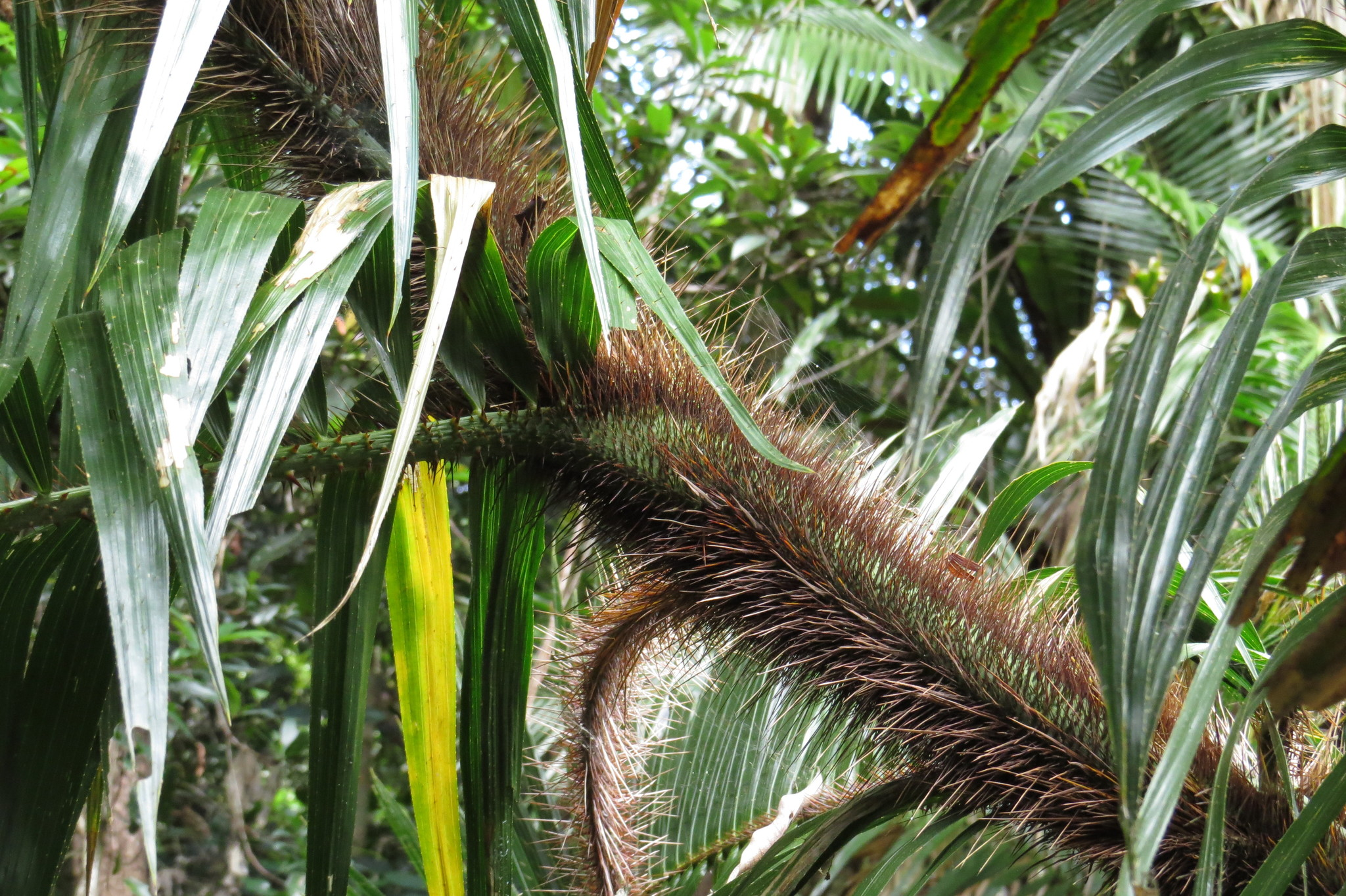
Stem, showing the densely packed spines on the leaf sheath
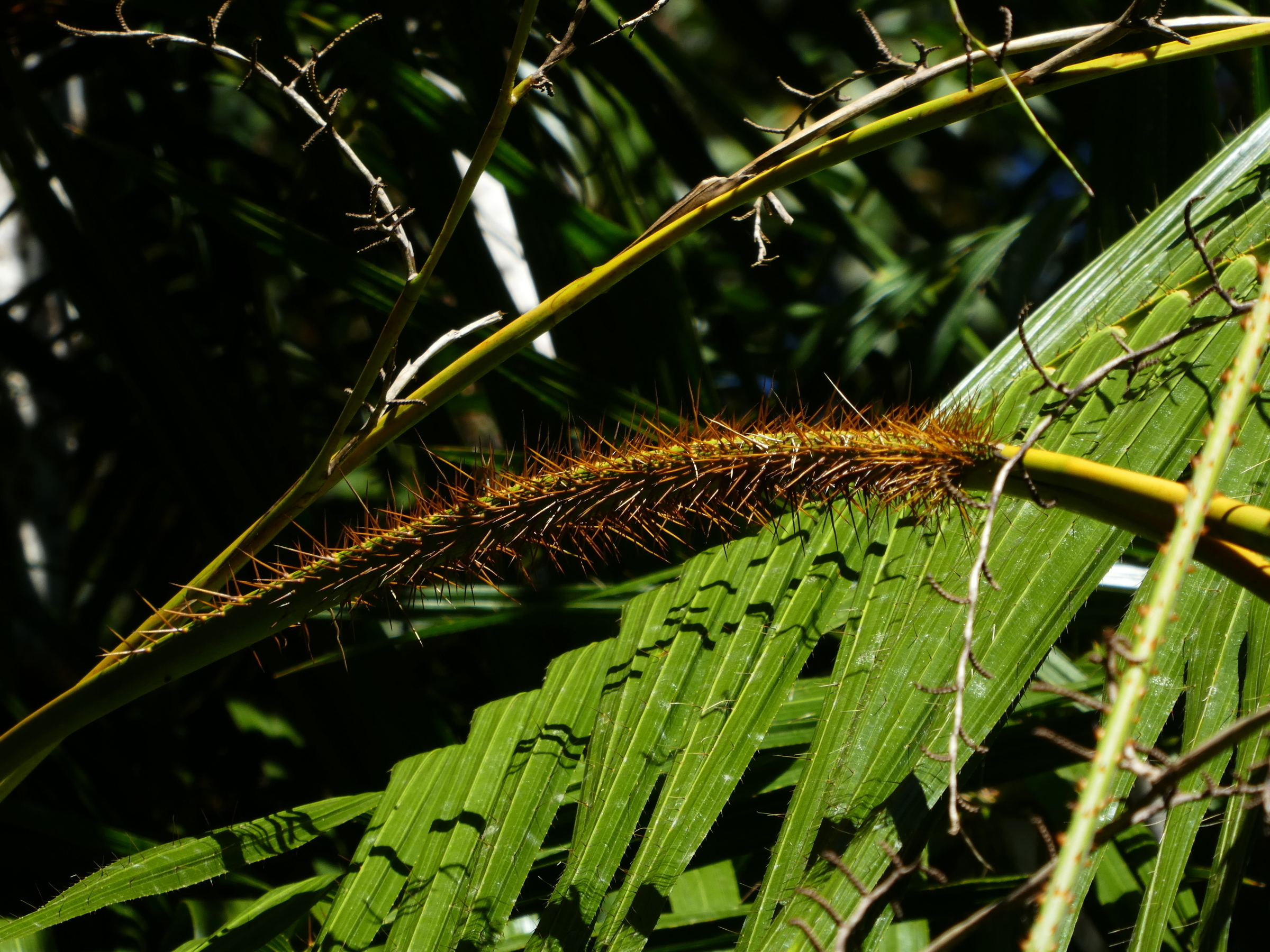
Stem and leaflets, both with spines
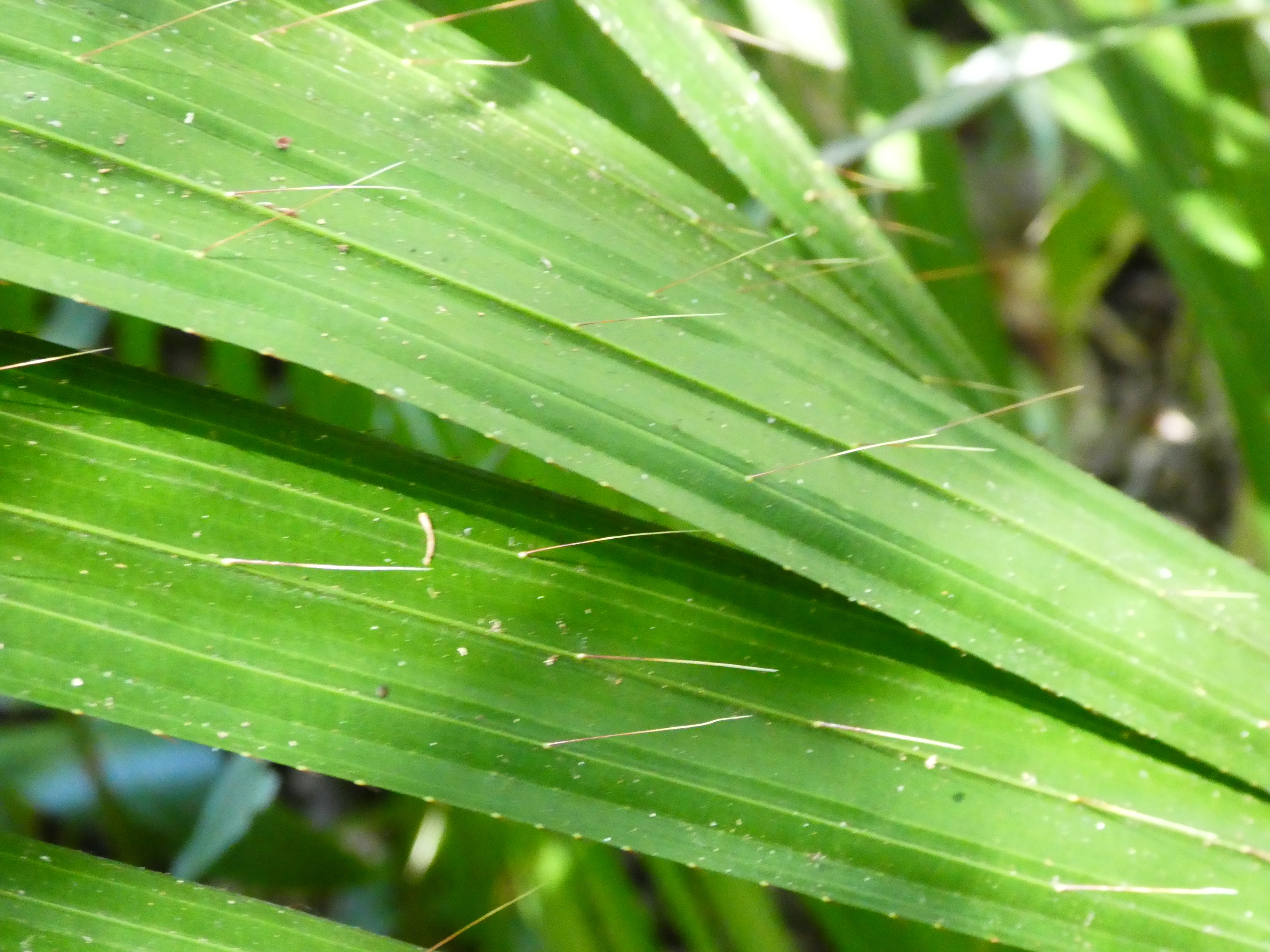
Closeup of leaflets, showing the spines arranged in three longitudinal rows